# Willi Baumeister
Willi Baumeister (Stuttgart, Alemania, 22 de enero de 1889-ibídem, 3 de agosto de 1955) fue un pintor informalista, escenógrafo, fotógrafo y tipógrafo alemán.

## Biografía
En Stuttgart  fue educado como pintor decorador entre 1905 y 1907. Al mismo tiempo, comenzó a estudiar arte en la Academia de Arte de Stuttgart (Kunstakademie) con Robert Poetzelberger, Josef Kerschensteiner, y Adolf Hölzel. Allí se hizo amigo de Oskar Schlemmer. Tuvo que interrumpir sus estudios por el servicio militar obligatorio. Su obra estuvo muy influida por el arte primitivo y el surrealismo abstracto de Joan Miró.
En 1919 realizó el primero de sus «cuadros en muro» (Mauer Bilder), un panel cuya estructura en relieve era como de un muro, en los que integraba sus experiencias cubistas. En 1926, Baumeister se casó con la pintora Margarete Oehm. Ese mismo año celebró su primera exposición individual en París. En 1927, comenzó a enseñar como profesor en la Städelschule (Escuela Municipal de Arte) de Fráncfort del Meno, pero fue destituido de su cargo el 31 de marzo de 1933 por los nazis. Sus obras formaron parte de la exposición de arte degenerado que el régimen nazi organizó en 1937, y en 1938 se le prohibió dar clases. Después de la guerra volvió a dar clases de pintura en Stuttgart (1946).
Baumeister murió en Stuttgart.
Sus pinturas son geometrizantes, tras un comienzo aún figurativo, pero con el paso del tiempo se convierte en un artista claramente abstracto. Durante la época en que estuvo prohibido por los nazis desarrolló una serie de pinturas conocidas como ideogramas, que son signos puros y en los que se advierten influencias del arte africano y mesopotámico.
Fue profesor en la Academia Städel en Fráncfort hasta que la llegada del régimen nazi le apartó de la docencia que no pudo recuperar hasta finalizada la guerra. Entre sus alumnos se encontraba Marta Hoepffner.